# Piré-Chancé
Piré-Chancé é uma comuna francesa na região administrativa da Bretanha, no departamento de Ille-et-Vilaine. Estende-se por uma área de 41.56 km². Em 2010 a comuna tinha 3 020 habitantes (densidade: 72,7 hab./km²).
Foi criada em 1 de janeiro de 2019, após a fusão das antigas comunas de Piré-sur-Seiche (sede da comuna) e Chancé.